# Roland (Keulen)
Roland is een historisch merk van motorfietsen.
De bedrijfsnaam was: Köln-Lindenthaler Motorenwerke AG, Köln-Lindenthal.
Net als de merken Tiger, VS (Vindec Special) en Allright hadden deze in Köln-Lindenthal geproduceerde motorfietsen blokken van Kelecom-Antoine en FN die in licentie door KLM (Köln-Lindenthaler motorenwerke) gebouwd werden. De Rolands hadden Belgische Truffault-voorvorken. De productie begon in 1904 en eindigde in 1907.